# カール・ガルスター (駆逐艦)
|          |                                    |                                    |
| 艦歴     |                                    |                                    |
| 起工     | 1936年9月14日                      | 1936年9月14日                      |
| 進水     | 1937年6月15日                      | 1937年6月15日                      |
| 就役     | 1939年3月21日                      | 1939年3月21日                      |
| その後   | 敗戦の賠償としてソビエト連邦へ譲渡 | 敗戦の賠償としてソビエト連邦へ譲渡 |
| 性能諸元 |                                    |                                    |
| 排水量   | 2,411トン                          | 2,411トン                          |
| 全長     | 123.2m（Z20以降：125.1m）          | 123.2m（Z20以降：125.1m）          |
| 水線長   | 120m                               | 120m                               |
| 全幅     | 11.8m                              | 11.8m                              |
| 吃水     | 船首：3.77m、船尾：4.5m            | 船首：3.77m、船尾：4.5m            |
| 機関     | 蒸気タービン6缶2基 2軸推進         | 70,000hp                           |
| 速力     | 38.5ノット                         | 38.5ノット                         |
| 航続距離 | 2,050海里（巡航速度19ノット）      | 2,050海里（巡航速度19ノット）      |
| 乗員     | 323人                              | 323人                              |
| 兵装     | 45口径127mm単装砲                  | 5門                                |
| 兵装     | 83口径37mm連装機関砲               | 2基4門                             |
| 兵装     | 65口径20mm機関砲                   | 6門                                |
| 兵装     | 4連装533mm魚雷発射管               | 2基8門                             |
| 兵装     | 爆雷投射機                         | 4基                                |
| 兵装     | 爆雷または機雷                     | 60発                               |

Z20 カール・ガルスター(Z20 Karl Galster)はドイツ海軍のZ17型（1936型）駆逐艦。

## 艦歴
第二次世界大戦開戦後、ドイツ湾（German Bight）に配備され、機雷敷設任務などに従事した。
1940年4月の第1次ナルヴィク海戦にて駆逐艦隊に壊滅的な損失を被った後、ドイツ海軍は生き残った駆逐艦を再編成し、カール・ガルスターが駆逐艦隊の旗艦となり、
6月にノルウェー沖海戦に参加した。
11月にはZ10 ハンス・ロディ、Z4 リヒャルト・バイツェンと共にイギリス海軍第5駆逐艦と交戦し、ジャヴェリン(HMS Javelin, F61)の船首及び船尾に大きな損傷を与えるが、ジャヴェリンは沈没を免れた。カール・ガルスターはブレーマーハーフェンにて船体補修を受けるため帰国し、その後北極圏での作戦、哨戒に従事した。
戦後、カール・ガルスターは第二次世界大戦の賠償として、1946年2月6日にソビエト連邦に譲渡され、Prochnyyと改名された。Prochnyyは1950年に練習船に改造され、1958年に廃棄された。